# Aixuretililani
Aixuretililani o Aixur-etil-ilani (nom complet Aixur-etil-ili-ukinni) fou rei d'Assíria vers (630 aC - 627 aC). Va succeir el seu pare Assurbanipal. Del seu regnat no s'han trobat registres ni gairebé inscripcions reials i només se sap quelcom per la "Crònica de Nabopolassar", que malauradament és fragmentària en la part del seu regnat

## Regnat
A la mort d'Assurbanipal (entre 631 i 627 aC) després d'un llarg regnat, es va obrir un període de lluites successòries. Ashuretililani havia de ser ja gran, perquè havia d'haver nascut prop del 670 aC, i tindria per tant vers els 50 anys i segurament més. Just en aquell moment els escites i cimmeris estaven creuant Síria i Palestina (destrucció d'Ascaló vers el 632 aC) cap a Egipte. Kalah (Nimrud) fou atacada i cremada, segurament per bandes d'escites reforçats amb medes, però l'exèrcit es va poder protegir darrere els murs de Nínive que van aguantar l'atac. Quan les bandes atacants van marxar es va erigir un nou palau però la seva petita mesura i la pobresa de l'arquitectura revelen ja una accentuada decadència.
Segons la inscripció d'Haran del rei Nabònides (556-539 aC), Ashuretililani va regnar tres anys, però es coneix un contracte fet a Nippur datat en el seu quart any. Així les dates són incertes. La tradicional fixa la mort del seu pare el 627 aC i estén el seu regnat fins al 623 però molts historiadors pensen que en realitat el seu pare (que és esmentat per darrer cop el 631 aC) va morir vers el 630 aC i el fill va regnar fins vers el 626 aC.
El seu germà Sinsharishkun, que hauria succeït a Kandalanu a Babilònia, es va revoltar. Assuretililani va anar al sud per combatre la rebel·lió però fou derrotat i mort en una batalla prop de Nippur i Sinsharishkun va anar cap a Nínive on es va proclamar rei. Llavors un general del rei difunt, de nom Sinshumulishir, va usurpar el poder a Babilònia o a part del país.